# Kostel Narození svatého Jana Křtitele (Obříství)
Kostel Narození svatého Jana Křtitele v Obříství je římskokatolický filiální kostel v areálu zámku ve středočeské obci Obříství na Mělnicku. Je spravován z neratovické farnosti. Dnešní renesanční podoba kostela je ze 16. století s barokní věží o století mladší.

## Historie

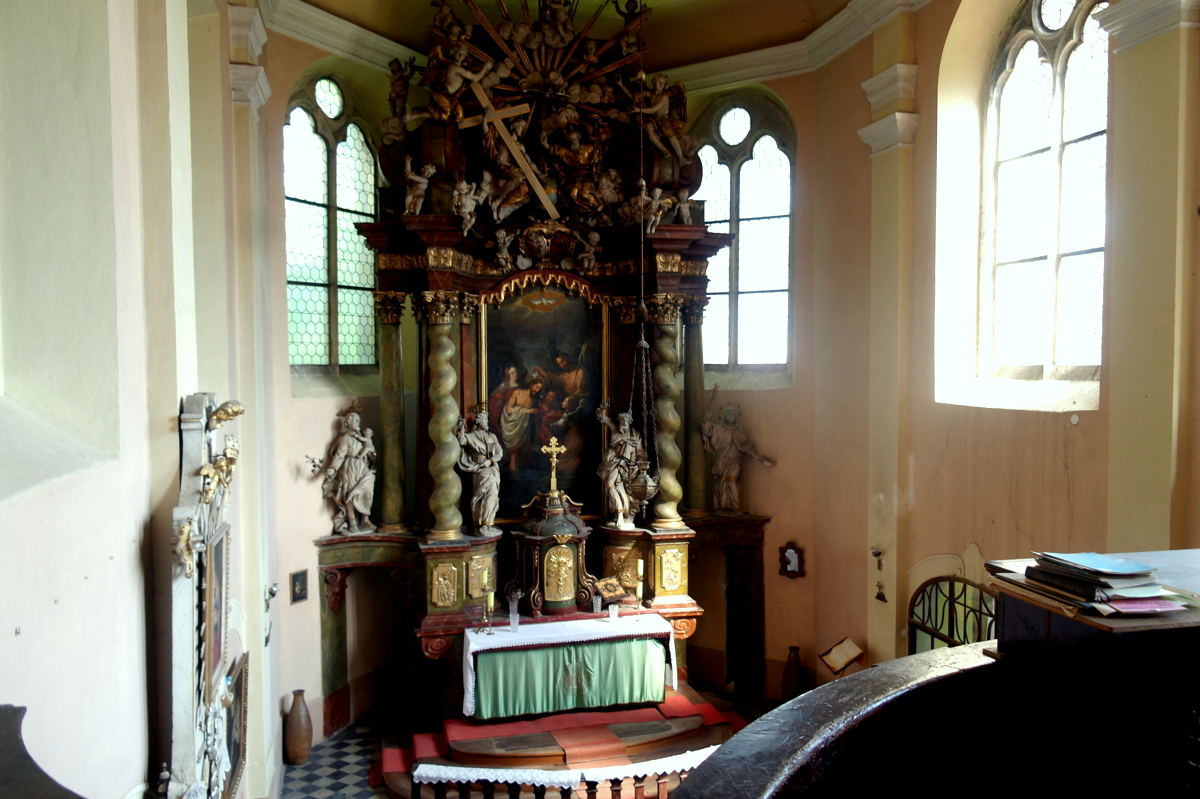
Interiér kostela – hlavní oltář s obrazem sv. Jana Křtitele z roku 1729

Původní kostel byl postaven v románském slohu, přesnější datum však není jasné. První písemná zmínka o zdejším kostele pochází z roku 1384 v souvislosti se jménem tehdejšího majitele Obříství, rytíře Jana z Obříství.
Pozdější majitelé panství, rod Lobkoviců, nechal kostel v polovině 15. století goticky přestavět a asi o sto let později byla v jádru gotická stavba přestavěna do renesanční podoby.
V roce 1716 připadlo panství s kostelem hraběti Karlu Josefovi z Trauttmansdorffu a jeho manželce, Marii Josefě z Lodronu, kteří interiér kostela nechali vybavit barokním oltářem s obrazem sv. Jana Křtitele. Autorem oltářního obrazu je Josef Bergler, vedlejší oltář je rokokový.
Na konci 17. století byla přistavěna barokní cibulová věž.
Na začátku 19. století další stavební úpravy znamenaly změnu na zámecký kostel, jelikož byla panská oratoř přímo propojena se zámkem.
Dne 10. července 1860 měl v kostele svatbu Bedřich Smetana, když se podruhé ženil. Jeho nevěstou byla neobyčejně krásná a vzdělaná místní dívka, teprve devatenáctiletá Barbora Marie Ferdinandiová, známá spíše jako Bettina Smetanová, jejíž otec byl správcem zdejšího panství.
V kryptě je pohřben rakouský generál a diplomat František Arnošt von Koller a zachovala se tam hrobka jeho rodiny. V interiéru kostela se pak nacházejí další náhrobníky ze 16. století.

## Zvonice

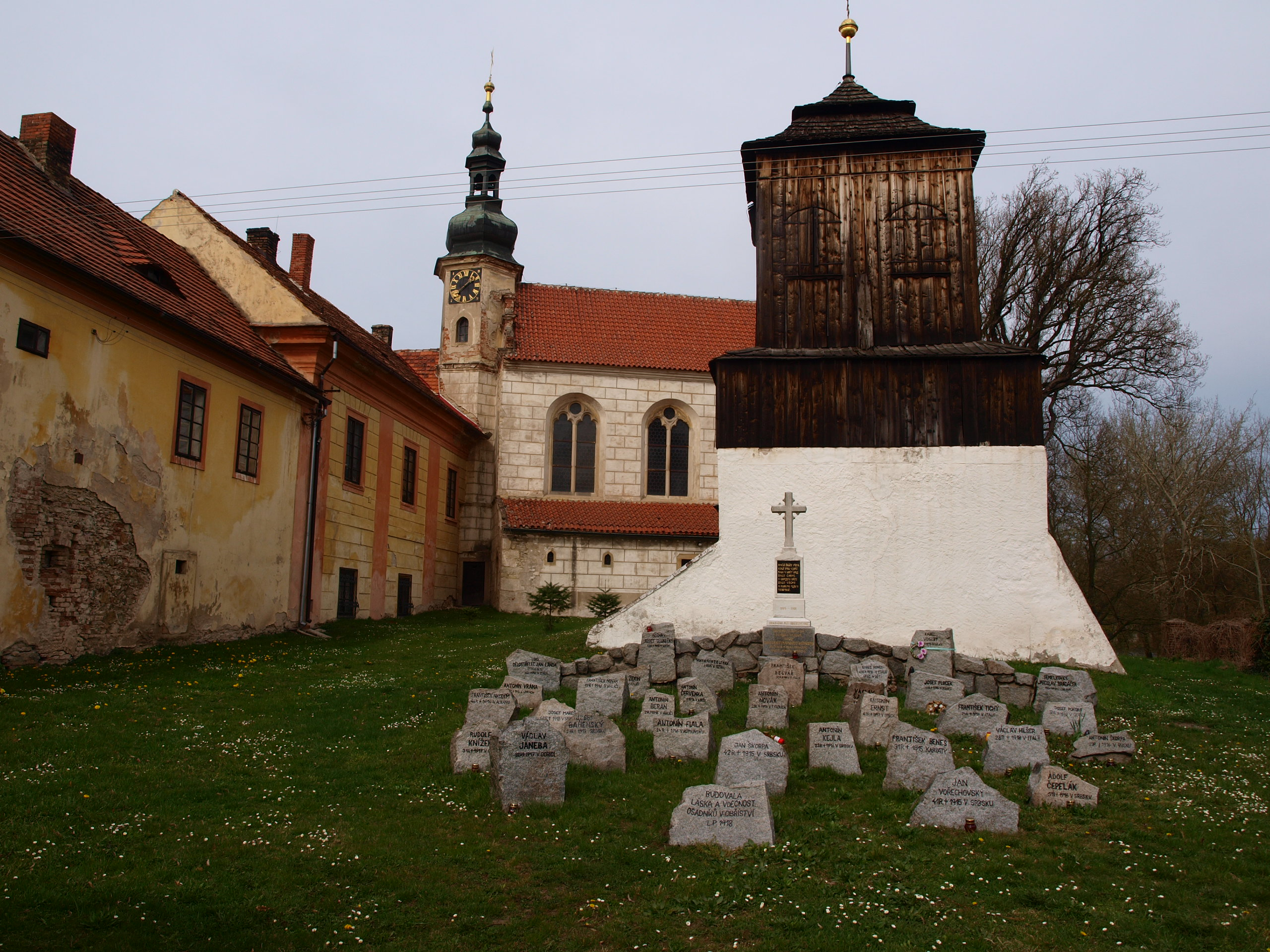
Dřevěná zvonice s náhrobky českých obětí první světové války

Na jižní straně kostela stojí renesanční dřevěná zvonice ze 16. století. Dřevěná vzpěradlová konstrukce stojí na kamenné podezdívce. Zvonice původně měla tři zvony, nejstarší z nich pocházel z doby její výstavby a byl zrekvírován pro válečné účely za první světové války. Další dva zvony byly z let 1568 a 1616. Po roce 2000 byla zvonice celkově opravena.